# Aciéries Shōwa

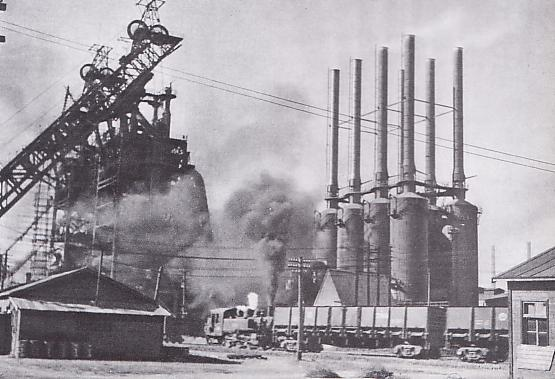
Les aciéries Shōwa au début des années 1940.

Les aciéries Shōwa (昭和製鋼所, Shōwa  Seitetsusho) sont l'une des plus importantes entreprises du programme d'industrialisation du Mandchoukouo de la fin des années 1930.

## Histoire
Les aciéries Shōwa sont d'abord nommées « aciéries Anshan ». Elles sont fondées en 1918 en tant que filiales de la société des chemins de fer de Mandchourie du Sud. La ville d'Anshan dans la province du Liaoning est choisie pour sa proximité avec la mine de fer de Takushan et la manufacture ferroviaire de Mukden. La compagnie utilise du fer de mauvaise qualité et en extrait 950 000 tonnes en 1934. En 1933, après une réorganisation, elle est renommée « aciéries Shōwa ».
Les aciéries Shōwa produisent de la fonte brute et de l'acier et le site se retrouve bientôt entouré d'un grand complexe industriel d'usines produisant divers produits métalliques. La compagnie Sumitomo établit un site de production de tuyaux d'acier, et la manufacture de Mandchourie un autre pour produire des laminoirs d'acier. Pour alimenter les fours, des mines de charbons sont ouvertes à Fushun, à 35 km à l'est, où se trouvent également des centrales électriques, des sites de liquéfaction du charbon, des fabriques de ciment, et des fours à briques. À la fin des années 1930, il existe plus de 780 sites industriels japonais dans la province de Fengtian.
En 1937, sous la direction de l'armée japonaise du Guandong, l'industriel japonais Yoshisuke Aikawa fonde la compagnie du développement industriel de Mandchourie (Mangyō), un zaibatsu qui lie la société des chemins de fer de Mandchourie du Sud et le groupe Nissan. Cette nouvelle compagnie investit beaucoup dans les aciéries Shōwa, et acquiert un contrôle d'intérêt.
Dans le cadre d'un nouveau plan commercial, les aciéries Shōwa achètent le procédé de réduction directe Krupp-Renn à des fabricants d'acier allemand, et envoient des étudiants se former en Allemagne à partir de septembre 1937. L'équipement reçu de Krupp est installé en 1939 et permet une augmentation significative de la production.
La production totale d'acier du Mandchoukouo atteint 1 000 000 de tonnes en 1931-32, dont presque la moitié est due aux aciéries Shōwa. La production de fer monte jusqu'à 7 000 000 de tonnes en 1938. En 1941, les aciéries Shōwa ont une capacité totale de production de 1 750 000 tonnes  de fer et de 1 000 000 tonnes d'acier. En 1942, la capacité de production totale des aciéries Shōwa atteint 3 600 000 tonnes, ce qui en fait l'une des plus importantes productrices d'acier et de fer du monde.
L'entreprise est d'une grande importance stratégique durant la guerre du Pacifique, et devient la cible d'attaques constantes des bombardiers B-29 Superfortress de l'aviation américaine. L'armée japonaise détache la 1re Chutai (unité) de la 104e Sentai (esquadre) du Service aérien de l'Armée impériale japonaise, à Anshan, avec d'autres esquadres aériennes, pour défendre les sites industriels. Bien que cette unité soit équipée de chasseurs Nakajima Ki-84 modernes, produits par la compagnie aéronautique Manshū, le site souffre beaucoup des raids aériens, perdant plus de 30 % de ses capacités.
On peut relever que c'est lors d'un de ces raids de B-29, qu'un appareil commandé par le capitaine Howard Jarrel est abattu par la DCA japonaise et perd de l'altitude au-dessus de la zone bombardée d'Anshan. Plutôt que de s'écraser en plein territoire japonais, il décide de rejoindre la ville russe de Vladivostok, à deux heures de vol au nord-est. Étant donné que l'Union soviétique était encore neutre vis-à-vis de l'empire du Japon lors du bombardement, tout l'équipage est immédiatement arrêté et l'appareil est confisqué. Cet incident mena au développement du bombardier soviétique Tupolev Tu-4, copié sur le modèle du B-29 capturé.
Après la guerre, l'armée soviétique démantèle toute l'installation des aciéries Shōwa et l'envoie en Union soviétique. Les communistes chinois occupent ensuite les ruines et reconstruisent l'usine au sein des aciéries Anshan, qui reste l'un des plus importants sites de production d'acier de la Chine d'aujourd'hui.